# Georg-Heinrich Treude
Georg-Heinrich Treude (* 21. Januar 1901 in Aue; † 8. März 1987 in Bad Berleburg) war ein deutscher Kommunalpolitiker und ehrenamtlicher Landrat (CDU).

## Leben und Beruf
Nach dem Schulbesuch absolvierte er eine Schreinerlehre und legte 1925 die Meisterprüfung in diesem Handwerk ab. Von 1915 bis 1925 war er als Schreiner tätig, um anschließend einen selbstständigen Tischlereibetrieb zu führen. Treude war verheiratet und hatte vier drei Söhne und eine Tochter. Ein Enkel von Georg-Heinrich Treude, Karsten Treude (ebenfalls CDU), war von 2004 bis 2009 ehrenamtlicher Ortsvorsteher der Gemeinde Aue, jetziger Ortsteil der Stadt Bad Berleburg.
Treude war von Oktober 1956 bis September 1964 Mitglied des Kreistages des damaligen Landkreises Wittgenstein und vom 14. November 1958 bis zum 11. April 1961 war er Landrat des Kreises. Von 1951 bis 1969 war er Bürgermeister in Aue.
Georg-Heinrich Treude war in verschiedenen Gremien des Landkreistages Nordrhein-Westfalen tätig.

## Sonstiges
Am 28. Oktober 1969 wurde ihm das Bundesverdienstkreuz am Bande verliehen.